# Le Faux Verger
Le Faux Verger est un sommet du massif du Jura en France. Il culmine à 985 mètres d'altitude sur la commune de Maîche. Sur son versant nord-ouest se trouve la commune de Mont-de-Vougney.
Le lieu est connu pour le point de vue sur le Jura, les Vosges et les Alpes,,. C'est aussi un lieu de passage d'oiseaux migrateurs. Un des derniers loups tués dans le Jura l’aurait été en 1868, au Faux Verger.